# محمد اسماعیل خان نوری وکیل الملک
محمد اسماعیل خان پسر فتحعلی خان نوری، جد خاندان اسفندیاری کرمان است. او ابتدا در دربار تبریز در خدمت ولیعهد محمد میرزا بود و در ۱۲۶۱ ه. ق در زمان حکومت فضلعلی خان، مامور کرمان شد. در ۱۲۷۲ ه ق که غلامحسین سپهدار حاکم کرمان شد، محمد اسماعیل خان نوری را به سعایت بعضی از امنای دولت به اتهام همکاری با قهرمان میرزا (پسر عباس میرزا) حاکم آذربایجان و قتل یکی از شاهزادگان قاجار (که کینه مهد علیا مادر ناصرالدین شاه را برانگیخت) دستگیر و به طهران فرستادند. محمداسماعیل‌خان چون به تهران رسید به وسایلی خود را به شاه رساند و حقایق را گفت و نه تنها خود بلکه قهرمان میرزا را هم تبرئه کرد و به پاداش این خدمت، حکومت کرمان را برای کیومرث میرزا پسر قهرمان میرزا گرفت و خود مقام پیشکاری شاهزاده را یافت.
وکیل الملک پس از چند سال بزرگترین مالک و تاجر کرمان شد و نه تنها در بسیاری از نقاط کرمان و بلوچستان چندین کاروانسرا، قنات، نهر، باغ، مزرعه، آب‌انبار و حمام ساخت بلکه در تبریز (محله حکم آباد) و تهران (محله سنگلج) نیز بناهایی ساخت. از آن جمله میتوان به کاروانسرای وکیل و حمام وکیل در کرمان ( از ۱۲۷۷ه.ق. تا ۱۲۸۷ه.ق. )اشاره کرد. کاروانسرا و حمام وکیل، در مجاورت یکدیگر و در ضلع شمالی بازار وکیل واقع‌اند. کاروانسرای وکیل بزرگترین کاروانسرای کرمان است و امروزه به عنوان هتل استفاده می‌شود. این بنا به فرمان محمد اسماعیل خان وکیل الملک بنا شد و در زمان پسرش مرتضی قلی خان در سال ۱۲۸۷ه.ق به اتمام رسید.
میرزا رضای کرمانی در اعترافات خود و بیان انگیزه اش از ترور ناصرالدین شاه از او نیز نامی می برد: محمداسماعیل‌خان وکیل الملک، حاکم کرمان هر روزی برای حساب سازی و خرج تراشی و اضافه مواجب، یک نفر یاغی به دولت جعل می کرد و مدتها به اسم نوروزخان قلعه محمودی دولت را مشغول کرده بود.
محمداسماعیل‌خان وکیل الملک بعد از نود سال زندگی در سال ۱۲۸۴ه.ق (ظاهراً بر اثر بیماری ناشی از مسافرت به بلوچستان در فصل نامناسب) وفات یافت، جنازه او را به نجف بردند و در عمارتی که قبلاً ساخته بود (و یک دانگ شفیع آباد را بر آن وقف کرده) دفن کردند. از او پنج پسر و یک دختر باقی ماند.